# Globen (metrostation)
Globen is een station van de metro van Stockholm, dat gelegen is naast het Globeterrein in de wijk Johanneshov, stadsdeel Enskede-Årsta-Vantör. Het station wordt bediend door metrolijn T19 van de groene route en de sneltram van de Tvärbanan.

## Geschiedenis
Vanaf 10 januari 1930 lag ter hoogte van de Palmfeltsvägen de splitsing tussen de twee sneltrams in de zuidelijke voorsteden. Ten zuiden van het station volgde de Enskedebanan de Arenavägen, de Örbybanan reed over een vrije baan, die ten westen van de splitsing begon, verder naar het zuiden. Aan de noordkant volgden beide lijnen een gemeenschappelijk traject naar het centrum. Het toenmalige tramstation lag iets ten noordoosten van het huidige station. De bouw van de metro betekende een verplaatsing van de splitsing naar Gullmarsplan en de Enskedebanan werd op 1 oktober 1950 vervangen door metrolijn T18. Vanaf toen reed alleen nog de Örbybanan (lijn 19) via het station. Tijdens de ombouw van de vrije trambaan tot metro bleven de sneltrams rijden tot het gereed komen van de ombouw.

## Metro
Metrolijn T19 werd op 9 september 1951 geopend als vervanging van de Örbybanan, hiermee verdween de sneltram bij het station. Het station werd toen in gebruik genomen onder de naam Slakthuset (slachthuis), genoemd naar het naastgelegen slachthuis. Op 19 november 1958 veranderde de naam in Isstadion als verwijzing naar het in 1955 geopende IJsstadion. Aan het eind van de jaren 1980 werd het station verbouwd en gemoderniseerd in verband met de bouw van het Globestadion. In februari kwam het Globestadion gereed en op 20 augustus 1989 werd het station omgedoopt. In 1999 keerde de sneltram terug in de vorm van de Tvärbanan die aan de noordkant van de metrosporen een eigen perron kreeg.
De afstand tot metrostation Slussen bedraagt drie kilometer, en het duurt ongeveer 9 minuten naar het Centraal Station De afstand tot metrostation Alvik met de sneltram bedraagt 9,1 km. Het station kent per dag ongeveer 5.900 reizigers voor de metro en 2.400 voor de sneltram.

## Station
Het station bestaat uit een perron met een ingang vanaf de globebrug aan de oostkant en de slachthuisbrug aan de westkant. In het 149 meter lange hek langs de Palmfeltsvägen zijn artistieke decoraties opgenomen en naast de oostelijke toegang staan glaspyramides van beeldhouwster Joanna Troikowicz uit 1989, dit kunstwerk heet Isfantasi. De sneltram heeft een eigen toegang vanaf de globebrug en vanaf Konstgjutarvägen is de westkant van het perron via een overweg bereikbaar. Vanuit de zuidelijke ingang gezien loopt het rechter spoor naar Hagsätra en het linker spoor naar Hässelby strand.

## Galerij

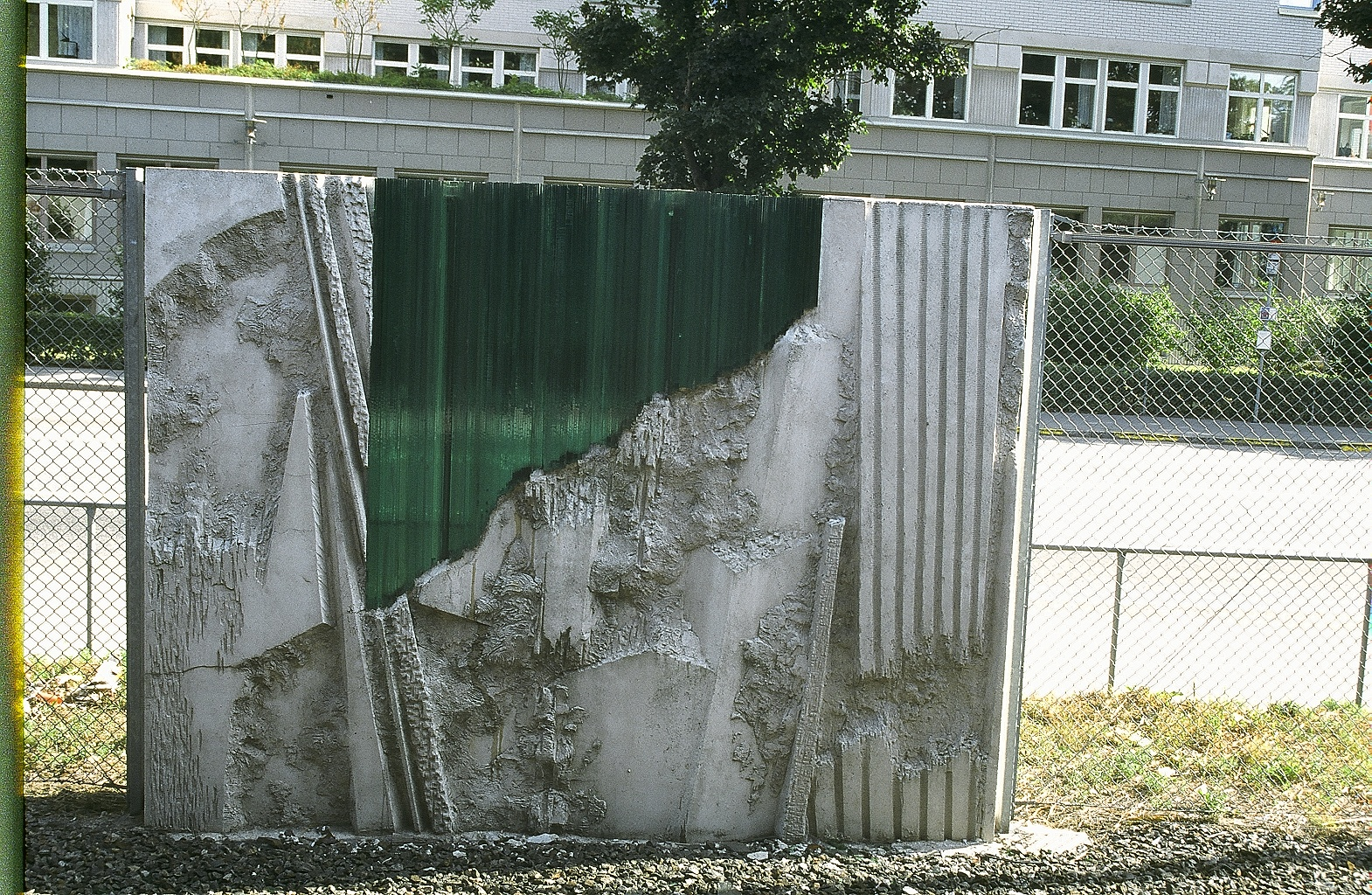
Artistieke decoratie van het hekwerk
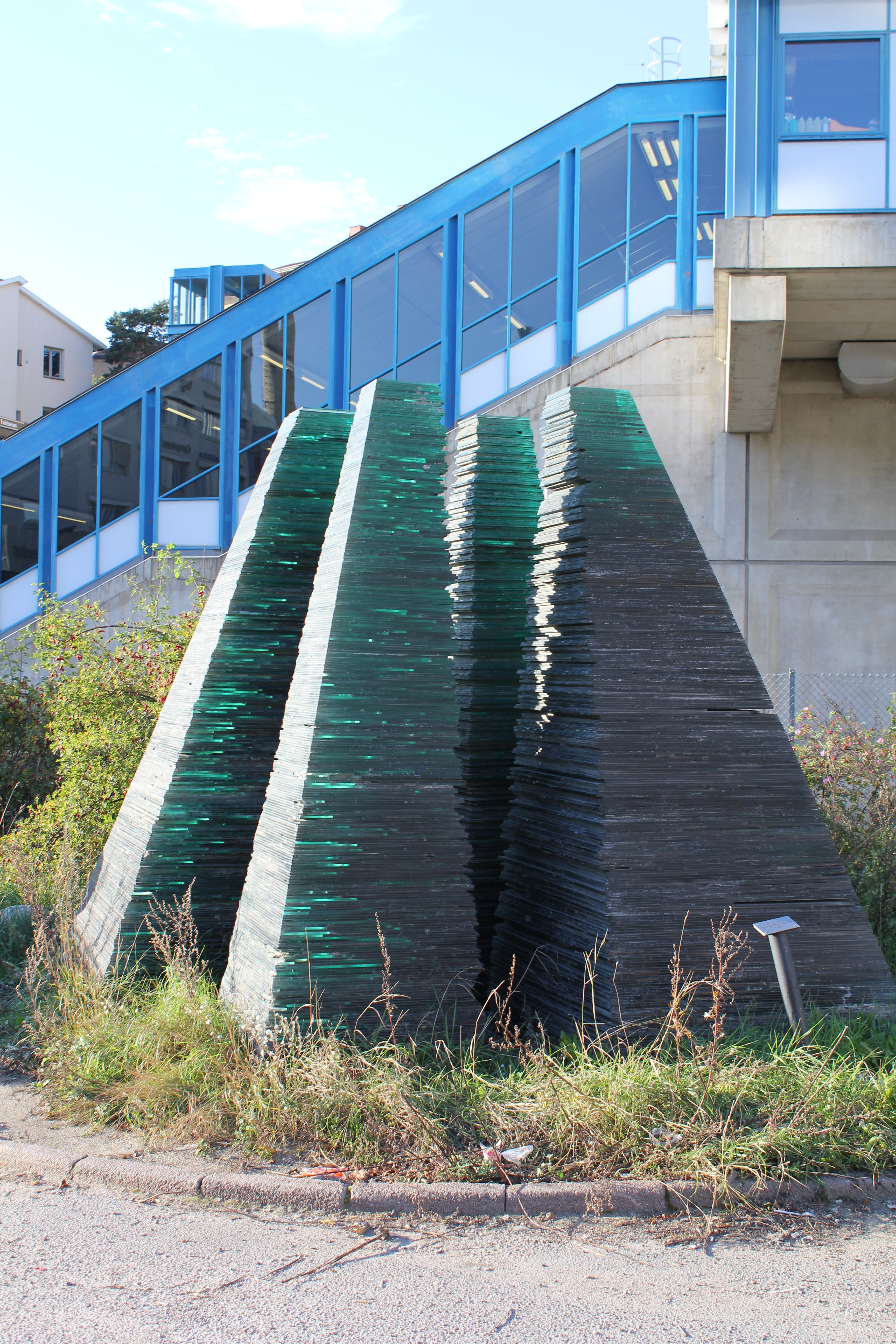
De glaspyramides
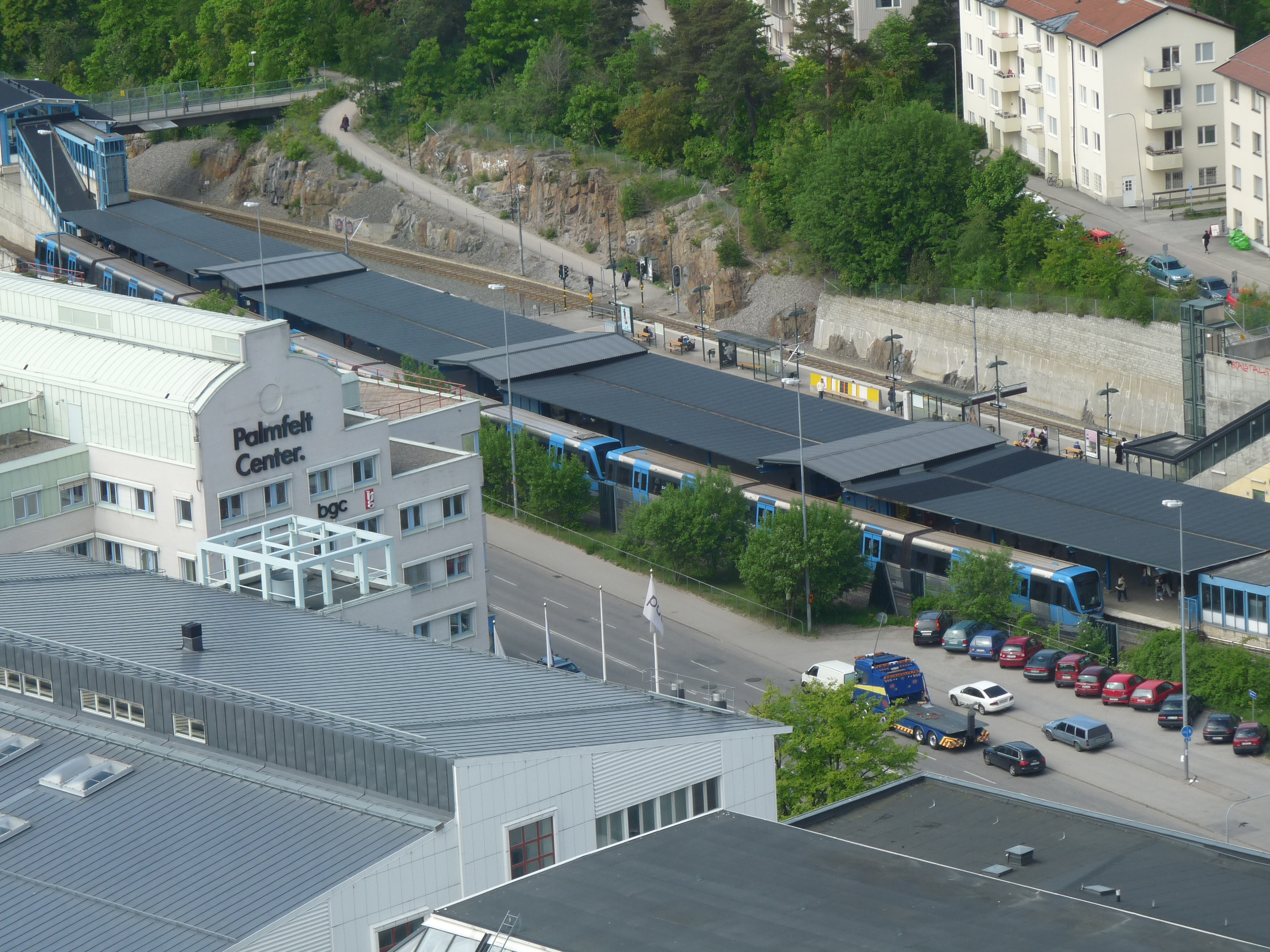
Het station gezien uit het zuiden
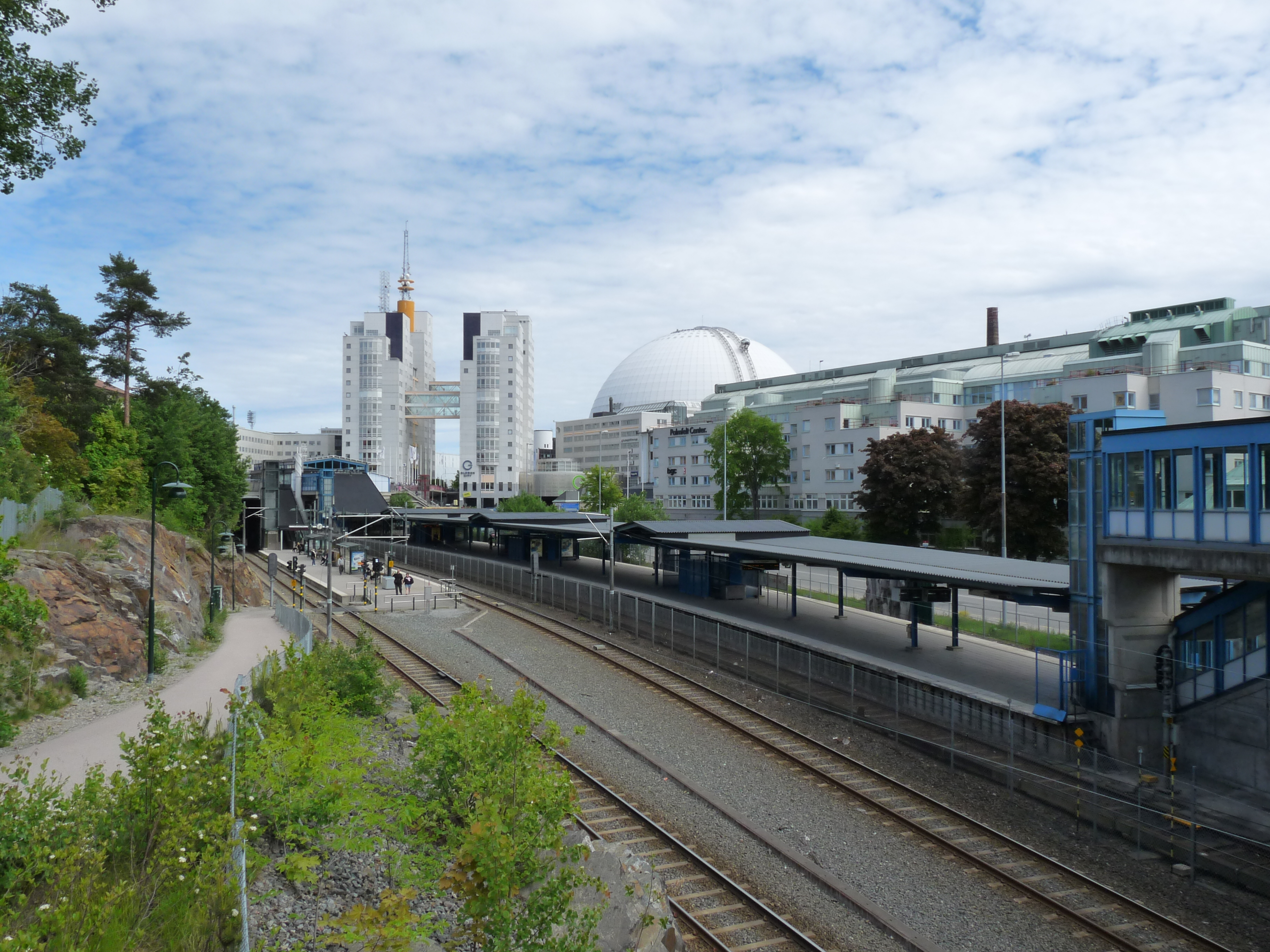
Het station gezien uit het westen

Hässelby strand · 
Hässelby gård ·
Johannelund ·
Vällingby ·
Råcksta ·
Blackeberg ·
Islandstorget ·
Ängbyplan ·
Åkeshov· 
Brommaplan·
Abrahamsberg· 
Stora Mossen· 
Alvik · 
Kristineberg · 
Thorildsplan  · 
Fridhemsplan · 
S:t Eriksplan · 
Odenplan  · 
Rådmansgatan  · 
Hötorget · 
T-Centralen ·  
Gamla Stan · 
Slussen · 
Medborgarplatsen ·  
Skanstull · 
Gullmarsplan ·  
Globen ·
Enskede gård ·
Sockenplan ·
Svedmyra ·
Stureby ·
Bandhagen ·
Högdalen ·
Rågsved ·
Hagsätra
- Virtual International Authority File: 1704153716399758820003